# 音戸温泉
音戸温泉（おんどおんせん）とは、広島県広島市中区田中町にあるナトリウム塩化物泉である。神経痛、関節痛、疲労回復などに効能がある。

## 概要
1972年、自宅の庭を掘り始め、12年後に地下850メートル地点で温泉を発見した。
2021年6月1日、「瀬戸内サウナクラブ」が主催する、広島県の銭湯などにあるサウナ施設のうち14ヵ所を巡る、スタンプラリーのイベント「仁義あるサウナ戦争」が開始。全ての施設のスタンプを集めると、オリジナルTシャツが進呈される。この企画に音戸温泉も参加している。

## 営業時間
- 13時〜翌1時（毎週日曜日定休日）[3]

## 入浴料
- 中学生以上480円
- 小学生200円
- 幼児100円

## アクセス
- 山陽自動車道広島ICから国道54号を南の方角へ20km